# (95802) Francismuir
(95802) Francismuir (2003 FM42) – planetoida z pasa głównego asteroid okrążająca Słońce w ciągu 3,73 lat w średniej odległości 2,4 j.a. Odkryta 31 marca 2003 roku.